# Zadelsdorf
Zadelsdorf – dzielnica miasta Zeulenroda-Triebes w Niemczech, w kraju związkowym Turyngia, w powiecie Greiz.
Do 30 listopada 2011 była to samodzielna gmina wchodząca w skład wspólnoty administracyjnej Auma-Weidatal.